# A cárnő cipellője
A cárnő cipellője (eredeti címén Черевички, átírásban Cserevicski) Pjotr Iljics Csajkovszkij orosz zeneszerző egyik négyfelvonásos operája. Szövegkönyvét Jakov Petrovics Polonszkij írta Nyikolaj Vasziljevics Gogol Karácsonyéj című elbeszélése alapján. A mű ősbemutatójára 1887. január 31-én került sor a Moszkvai Nagyszínházban. Magyarországon még nem játszották.

## A mű keletkezéstörténete
A mű elődje, amely a Vakula, a kovács címet viselte. Csajkovszkij 1874 nyarán határozta el, hogy az Orosz Zenei Társaság pályázatára operát komponál. Gogol vidám története, a Karácsonyéj ihlette meg. Jakov Petrovics Polonszkij librettójára hozzá is látott a komponáláshoz. A hangszereléshez júliusban kezdett hozzá és augusztus végére készen állt a teljes mű amit be is nyújtott elbírálásra. Ekkor derült ki, felesleges volt a nagy sietség. Elnézte a határidőt, feleslegesen sietett a komponálással. A mű az 1876. december 6-i szentpétervári bemutatón megbukott. Mivel Csajkovszkijnak tetszett a téma 1887-re átdolgozta és új címén ismét bemutatták. Az átdolgozott változat nagyobb sikerrel járt, és Oroszországon kívül máshol is bemutatták, de nem lett belőle repertoárdarab.

## Szereplők

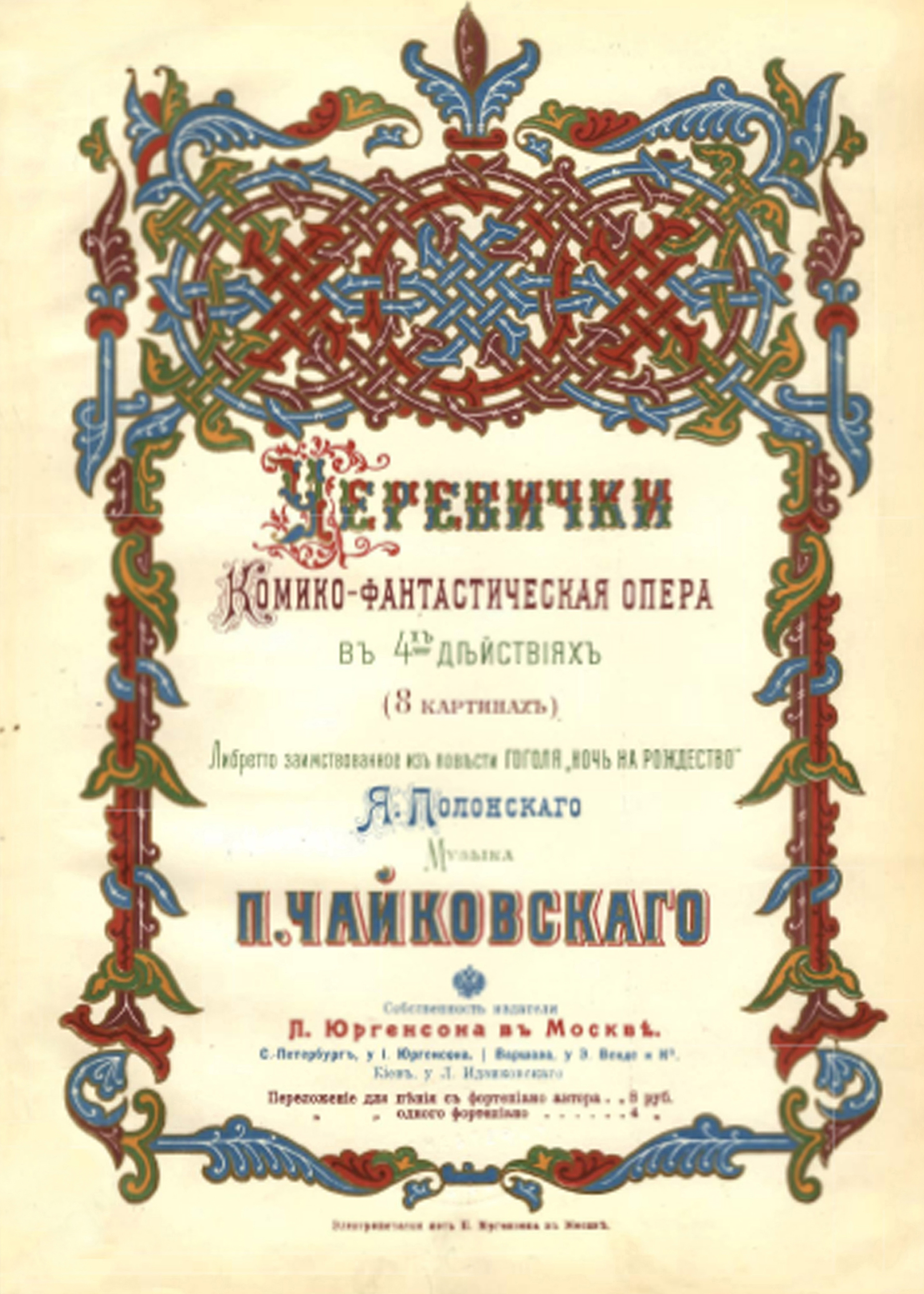
Az opera librettójának 1901-es kiadása.

| Szereplő                                                  | Hangfekvés |
| --------------------------------------------------------- | ---------- |
| Vakula, kovács, Szoloha fia                               | tenor      |
| Szoloha, boszorkány                                       | szoprán    |
| Bes, egy ördög a pokolból                                 | bariton    |
| Csub, Okszána apja, öreg kozák                            | basszus    |
| Okszána, Vakula kedvese                                   | szoprán    |
| Pan Golova, a falu elöljárója                             | basszus    |
| Panasz, Csub barátja                                      | tenor      |
| Iskolamester                                              | tenor      |
| Öreg kozák                                                | basszus    |
| Őr                                                        | tenor      |
| A fa szelleme                                             | bariton    |
| Ceremóniamester                                           | basszus    |
| Nagyherceg                                                | bariton    |
| A falu lakói, erdei koboldok, urak és úrhölgyek, kozákok. |            |

## Cselekménye
- Helyszín: Dikajna falu, Ukrajnában
- Idő: a 18. század vége

### Első felvonás
Szoloháról a faluban az a hír járja, hogy boszorkány. Sokan teszik neki a szépet, többek között Bes, az ördög is, aki azonban dühös az asszony fiára, mert gúnyrajzot készített róla a templom falára. Vakula Okszánának udvarol, akinek apja, Csub, az öreg kozák azonban szoros felügyelet alatt tartja lányát, így a fiatalok alig-alig lehetnek kettesben. Amikor karácsonykor a falu elöljárója magához rendeli az öreget, kiváló alkalom kínálkozik, hogy a fiatalok ismét találkozzanak. Megneszeli ezt az ördög is. Hatalmas vihart gerjeszt így Csub és barátja Panasz, arra kényszerülnek, hogy visszaforduljanak. Otthon Okszána étellel és itallal várja szerelmét. Vakula azonban késik és amikor megérkezik a dühös leány hűvösen fogadja, sőt azt is a szemébe vágja, hogy anyja egy boszorkány. A fiatalok perlekedését az öreg érkezése szakítja félbe. Kölcsönösen jól odamondogatnak egymásnak, így a karácsony este a szeretet és megbékélés helyett haragot és összeveszést hoz.

### Második felvonás
Az ördög Szolohának udvarol és kedvéért még gopakot is táncol vele. Pan Golova zavarja meg őket, aki szintén udvarolni érkezik. Mivel más lehetősége nincs, az ördög egy zsákba bújik. Az elöljáró szerelmi ostromát az iskolamester érkezése szakítja meg, aki szintén udvarolni érkezik. Az ördöghöz hasonlóan az elöljáró is egy zsákban rejtőzik el. Az iskolamester udvarlását Csub érkezése szakítja félbe. Az iskolamester is egy zsákot választ rejtekül. Csubot viszont Vakula érkezése zavarja meg. Az anya, akit különös viselkedése miatt már a falu is a szájára vett, nem akarja elmondani fiának, hogy egyszerre négyen udvarolnak neki és megkéri, hogy lefekvés előtt vigye ki a zsákokat a ház elé. A fiú engedelmeskedik és csodálkozik, hogy mitől annyira nehezek. A ház előtt egy zsákot a vállára kap (éppen amelyikben az ördög rejtőzik) és elindul vel. Útközben találkozik Okszanával, aki szeretné magához visszacsalogatni a fiút, de nem akarja kimutatni igazi érzelmeit. Meglátja az arra járó kislányt, Odarkát, s lábain új, csodaszép cipellőit. Irigykedve sóhajt föl, majd hirtelen azt mondja az egyre elképedtebb Vakulának, csak akkor bocsát meg neki végképp, ha megszerzi számára a legszebb cipellőket, mégpedig a cárné aranycipellőit.

### Harmadik felvonás
Vakula, aki zsákjával időközben a széles folyó partjára ér. Itt elgondolkodik megoldhatatlannak tűnő feladatán és mivel arra a következtetésre jut, hogy le kell végleg mondani Okszanáról, az öngyilkosságot fontolgatja. Amíg ezen töpreng, a zsákból előbújik az ördög és rátámad Vakulára. Az erős kovács azonban hamar legyűri. Fogva is tartja és csak azzal a feltétellel engedi szabadon, hogy megszerzi számára a cipőket. Az ördög rááll az alkura és bejuttatja Vakulát a cári palotába. Itt találkozik a nagyherceggel, akit sikerül rábeszélnie, hogy ajándékozza neki a cipellőket, hálából pedig mindenkinek elmeséli majd, hogy ilyen ajándékot kap mindenki, aki bejut a palotába. A nagyherceg jót nevet a kovácson és nekiadja a cipellőket.

### Negyedik felvonás
A faluban Okszána és Szoloha is bánatosan várják vissza Vakulát. Amikor a kovács megérkezik és átnyújtja a cipellőket, Okszána a nyakába borul és megbocsát. Vakula sikerét Csub is elismeréssel nyugtázza és áldását adja a fiatalok házasságára. A falu lakói összesereglenek a hír hallatára és együtt ünneplik a fiatalok boldogságát.